# 詹少联
詹少联（1917年—2003年10月15日），湖北省红安县人，中国人民解放军少将。

## 生平
詹少联1927年参加黄麻起义，任儿童团团长。1929年加入中国共产主义青年团。1930年参加中国工农红军。1935年由共青团转入中国共产党。土地革命战争时期，任红25军第75师224团看护长，红26军第78师32团卫生队队长，红15军团第78师卫生部部长。参加了鄂豫皖革命根据地历次反“围剿”斗争和红25军长征。到陕北后，参加厂直罗镇、东征、西征和山城堡战役。抗日战争时期，任八路军第129师卫生部医生、医生训练队队长、医务科科长，模范医院院长，白求恩医院院长，太行军区第3军分区卫生处处长。参加了百团大战和反“扫荡”斗争。第二次国共内战时期，任晋冀鲁豫军区第6纵队卫生部部长兼政治委员，第2野战军3兵团卫生部副部长兼第12军卫生部部长。参加了袭樊、淮海、渡江战役。
中华人民共和国成立后，任军委卫生部干部处处长，总后勤部卫生部医疗局局长、兽医局局长兼党委书记，海军后勤部卫生部部长，海军后勤部顾问。
1961年晋升少将军衔。1955年荣获二级八一勋章、二级独立自由勋章、二级解放勋章。1988年获一级红星功勋荣誉章。
2003年10月15日在北京逝世。